# Empathy
Empathy — заброшенный свободный и открытый клиент для сетей мгновенного обмена сообщениями, созданный в рамках проекта GNOME, на основе фреймворка Telepathy. Являлся основным IM-клиентом в GNOME с версии 2.24. Входил в базовую сборку Ubuntu и Fedora.

## О программе
Empathy разработана как встроенный в среду GNOME клиент для систем мгновенных сообщений. Программа основана на коде другой программы — Imendio Gossip. Разработка велась с учётом требований GNOME HIG — простота интерфейса, удобство и лёгкость освоения, интеграция с другими компонентами среды GNOME. Предполагалось, что Empathy заменит другую программу обмена мгновенными сообщениями — Pidgin.
Название Empathy переводится как «эмпатия» — способность к сопереживанию. Это слово перекликается с названием программного каркаса Telepathy («телепатия»), на котором основана Empathy.
Разработка Empathy прекращена в 2017 году, пакет удалён из репозитория Fedora.

## Возможности
- Мультипротокольность (см. ниже)
- Редактор учётных записей (отдельный для каждого протокола)
- Автостатус при неактивности
- Автоматическое пересоединение при обрыве (с помощью NetworkManager)
- Групповые чаты
- Проверка орфографии
- Голосовые и видео-звонки (SIP и Jingle)
- Передача файлов по XMPP и MSN[11]
- Геолокация контактов (отображение контактов на карте с помощью GeoClue)
- Совместная работа (с помощью Tubes)

## Недостатки
- Нет шифрования голосовых и видеозвонков[12].
- Ограниченный системной темой и зашитый в коде набор статических смайликов.
- Отличие клавиатурных команд от команд программы Pidgin (на чью замену ориентирована Empathy) либо вовсе отсутствие клавиатурных команд для некоторых действий.
- Неполнота представляемой информации о собеседнике (например, по протоколу ICQ).
- Ограниченная поддержка конференций

## Протоколы
- XMPP (Jabber, Gtalk, LiveJournal, Yandex)
- OSCAR (ICQ, AOL Instant Messenger)
- Microsoft Notification Protocol (Windows Live Messenger, MSN Messenger)
- QQ
- Yahoo! Messenger Protocol[англ.] (Yahoo! Messenger)
- GroupWise
- Gadu-Gadu
- Salut
- Facebook Chat